# Hypoglycine
Les hypoglycines sont deux phytotoxines présentes dans les fruits d'akée, responsable de graves intoxications alimentaires caractérisée par des vomissements et des hypoglycémies, connues sous le nom de Maladie des vomissements de la Jamaïque.
La chair de l'arille immature et les graines de l'akée contiennent ces deux polypeptides toxiques nommés hypoglycine A et hypoglycine B.
Comme leur nom le suggère, ces deux molécules possèdent une forte activité hypoglycémiante.

Hypoglycine A
Hypoglycine B